# Aandammen
Onder aandammen wordt verstaan:
- Het opwerpen van aarde tegen een oever om aldus tot landaanwinning te komen.
- Het ophogen van drassig land door er aarde op te werpen zodanig dat het maaiveld boven de grondwaterspiegel uitkomt.